# Хайнс, Себ
Себ Хайнс (англ. Sebastian Tony Hines; 29 мая 1988, Уэтерби, Уэст-Йоркшир) — английский футболист, центральный защитник.

## Клубная карьера

### Начало карьеры
Себ Хайнс родился в городке Уэтерби, в семье американца и англичанки. Заниматься футболом начал в местной команде «Керк Дейтон Рейнджерс», где был замечен тренерами молодёжной академии «Мидлсбро». Карьера Себа могла закончиться, толком и не начавшись — в октябре 2005 года он получил серьёзную травму колена, но сумел полностью восстановиться.

### «Мидлсбро»
16 января 2007 года Хайнс дебютировал за «Мидлсбро» в победном матче 3-го раунда Кубка Англии против «Халл Сити» (4:3), записав на свой счёт один из мячей. 18 августа того же года Себ сыграл свой первый матч за «Боро» в Английской Премьер-лиге, выйдя на замену вместо Ли Дон Гука в игре против «Фулхэма».
5 января 2009 года защитник был отдан в месячную аренду в «Дерби Каунти», но так ни разу и не вышел на поле. 12 февраля Себ снова отправился в аренду, в клуб Лиги Один «Олдем Атлетик», где провёл 4 матча.
В сезоне 2009/10 Хайнс сыграл всего два матча, а стабильно попадать в стартовый состав «Мидлсбро» стал только в следующем сезоне при новом тренере Тони Моубрее. 11 декабря 2010 года Себ вышел в основе в матче против «Кардифф Сити» (1:0) и был признан лучшим игроком встречи. 8 марта 2011 года Хайнс забил свой первый гол в Чемпионшипе в матче против «Дерби Каунти» (2:1). 12 апреля 2011 года в игре против «Ипсвича» Хайнс получил двойной перелом челюсти. Через несколько дней защитник был прооперирован, а в его челюсть вставлено три железных пластины. В итоге Хайнс выбыл до конца сезона и по самым оптимистичным прогнозам должен был восстановиться только к октябрю, однако защитник смог вернуться в строй уже в ходе летних предсезонных сборов.
24 августа 2011 года Себ забил свой первый гол в рамках Кубка Лиги, поразив ворота «Питерборо Юнайтед» (0:2). 6 марта 2012 года защитник забил свой второй мяч за «речников» в Лиге, поразив ворота «Барнсли» (2:0).
Перед началом сезона 2012/13 Хайнс подписал с «Мидлсбро» новый 3-летний контракт, что положило конец спекуляциям о переходе в одну из команд Премьер-лиги. После прихода в «Мидлсбро» защитников Джонатана Вудгейта и Андре Бикея Себ начинал новый сезон в качестве резервиста, но в связи с тяжёлой травмой ещё одного центрального защитника команды Риса Уильямса, вскоре стал регулярно появляться в стартовом составе.
25 августа 2012 года в игре против «Кристал Пэлас» Себ впервые в сезоне вышел на поле и сразу же отметился забитым мячом, что помогло «Боро» одержать победу (2:1). 12 декабря в четвертьфинале Кубка Лиги против «Суонси Сити» Хайнс на 81-й минуте поразил собственные ворота после подачи углового — этот гол стал единственным в матче, в результате чего «речники» вылетели из Кубка.
Перед закрытием летнего трансферного окна 2014 года Хайнс отправился в аренду в клуб Лиги Один «Ковентри Сити» сроком до 4 января 2015 года. За «небесно-голубых» дебютировал 5 сентября в матче против «Джиллингема», выигранном с минимальным счётом, в котором вышел на замену на 89-й минуте. Сыграв за «Ковентри Сити» девять матчей, в конце октября Хайнс досрочно вернулся в «Боро» из-за травмы подколенного сухожилия.

### «Орландо Сити»
24 февраля 2015 года Хайнс был взят в аренду клубом-новичком MLS «Орландо Сити». Так как его отец — американец, он не занял место иностранного игрока. 8 марта Хайнс вышел в стартовом составе в дебютном матче клуба в лиге, в котором «Орландо Сити» сыграл вничью 1:1 с другим новичком MLS «Нью-Йорк Сити». 3 октября в матче против «Монреаль Импакт», выигранном со счётом 2:1, забил свой первый гол в североамериканской лиге. С 1 января 2016 года Хайнс перешёл в «Орландо Сити» на постоянной основе. После сезона 2016 «Орландо Сити» не стал продлевать контракт с Хайнсом, но 6 января 2017 года клуб переподписал игрока. По окончании сезона 2017 контракт Хайнса не был продлён «Орландо Сити».

## Международная карьера
Ввиду того что его отец является гражданином США, Хайнс мог выступать за «звёздно-полосатых», однако в юности он выбрал английскую сборную. Защитник был постоянным членом юношеских сборных Англии различных возрастов (до 16, до 17 и до 19 лет), проведя в общей сложности 17 матчей. В марте 2012 года Себ признался, что готов играть за сборную США, если ему поступит соответствующее предложение.

## Тренерская карьера
29 мая 2020 года Хайнс вошёл в тренерский штаб женского футбольного клуба «Орландо Прайд» в качестве ассистента главного тренера Марка Скиннера.
7 июня 2022 года Хайнс был назначен временным главным тренером «Орландо Прайд», когда Аманда Кромуэлл была отправлена в административный отпуск. 11 ноября Хайнс стал главным тренером «Орландо Прайд» на постоянной основе, подписав с клубом многолетний контракт.